# Victor Majid
Victor Majid (sinh ngày 21 tháng 4 năm 1992) là một cầu thủ bóng đá người Kenya thi đấu cho Chemelil Sugar, ở vị trí tiền vệ.

## Sự nghiệp
Majid từng thi đấu bóng đá cho SoNy Sugar, Karuturi Sports, Bandari, Kenya Commercial Bank và Chemelil Sugar.
Anh ra mắt quốc tế cho Kenya năm 2016.